# سلاحف النينجا 3: موتانت نايتمير
سلاحف النينجا 3: موتانتت نايتمير (بالإنجليزية: Teenage Mutant Ninja Turtles 3: Mutant Nightmare)‏ هي لعبة فيديو إلكترونية من إنتاج شركة كونامي اليابانية سنة 2005م ، وتعمل على أنظمة إكس بوكس وبلاي ستيشن 2 وجيم كيوب ونينتندو دي إس ، وصدرت اللعبة في الأسواق الأمريكية والدولية.

## وصلات خارجية
- Teenage Mutant Ninja Turtles 3: Mutant Nightmare console version على موبي غيمز
- Teenage Mutant Ninja Turtles 3: Mutant Nightmare DS version على موبي غيمز